# 横内亜弓
横内 亜弓（よこうち あみ、1983年〈昭和58年〉5月27日 - ）は、日本の女優。神奈川県相模原市出身、東京都在住。血液型はO型。

## 人物
バドミントン歴8年。
高校卒業後、総合芸能学院テアトルアカデミーを経て、映像と舞台で活動。

現在の所属は、劇団山田ジャパン、ステッカー。
好きな食べ物は、白いご飯、すじこ、キャベツ、牛乳、他。

## 活動履歴

### テレビドラマ
- H2〜君といた日々（2005年1月13日 - 3月24日、TBSテレビ系）
- COUNTDOWN 2011（2009年 - 2011年、東京ケーブルネットワーク）
- 残念な夫。（2015年1月14日 - 3月25日、フジテレビ系）
- 激動!世紀の大事件 オウム真理教と闘った家族の全記録〜地下鉄サリン事件20年目の真相〜（2015年3月20日、フジテレビ系）[5]
- ランチのアッコちゃん 第4話・第5話（2015年6月2日・6月9日、NHK BSプレミアム） - 手塚友美 役
- コウノドリ（2015年10月16日 - 12月18日、TBSテレビ系） - 新生児看護師・内田麻衣 役
- 劇場霊からの招待状 第2話「死期」（2015年10月24日、TBSテレビ / 2015年10月26日、毎日放送） - ナース・前田 役
- 母になる 第1話・第2話（2017年4月12日・19日、日本テレビ系）
- 世界一難しい恋 第1話・第2話（2016年4月13日・20日、日本テレビ系） - 藤田恵 役
- 100万円の女たち 第3話（2017年4月27日、テレビ東京系）
- PTAグランパ！ 第5話（2017年4月30日、NHK BSプレミアム）
- やすらぎの郷（2017年4月3日 - 9月29日、テレビ朝日系）
- 痛快TVスカッとジャパン（2017年10月9日、フジテレビ系）
- 笑点ドラマスペシャル桂歌丸（2017年10月9日、BS日テレ）
- 民衆の敵〜世の中、おかしくないですか!?〜 第9話（2017年12月18日、フジテレビ系）
- 猪又進と8人の喪女〜私の初めてもらってください〜 第5話（2019年11月22日、関西テレビ） - 茶川裕子 役
- ハケンの品格 第1話（2020年6月17日、日本テレビ系） - 田中元子 役
- 刑事7人 Season6 最終話（2020年9月30日、テレビ朝日系） - 山寺郁子 役[6]
- 逃げるは恥だが役に立つ ガンバレ人類! 新春スペシャル!!（2021年1月2日、TBSテレビ系）
- 神様のカルテ 第4夜（最終回）（2021年3月8日、テレビ東京系） - 川山律子 役
- 24時間テレビ44 ドラマスペシャル 生徒が人生をやり直せる学校（2021年8月21日、日本テレビ系） - 森井玲子 役[7]
- 邪神の天秤 公安分析班 第2話 (2022年2月20日、WOWOW)
- 監察の一条さん（2022年6月29日、テレビ朝日系）[8]
- 木曜ドラマ23 あなたはだんだん欲しくなる 第9話（2022年9月8日、BS-TBS）[9] - 「ルフォンリテイリング」の社員 役
- コンビニ★ヒーローズ〜あなたのSOSいただきました!!〜（2022年10月19日 - 12月21日、関西テレビ・BSフジ） - 桃沢順子 役[10]
- 木曜ドラマ（日本テレビ系）
  - 勝利の法廷式 CASE2（2023年4月20日） - 木内早苗 役[11]
  - めぐる未来 第7話（2024年2月29日） - 田中 役
  - オクトー 〜感情捜査官 心野朱梨〜 Season2 第5話・第6話[12]（2024年10月31日・11月7日） - 上野千春 役
- シンドラ 春は短し恋せよ男子。第2話・第3話（2023年5月1日・8日、日本テレビ系） - 保健室の先生 役[11]
- 土ドラ9 花咲舞が黙ってない 第3シリーズ 第5話（2024年5月11日、日本テレビ系） - 津村真智子 役[13]
- 月9 366日 第7話 - 最終話（2024年5月20日 - 6月17日、フジテレビ系） - 青葉寛子 役[14][11]
- 大河ドラマ 光る君へ 第47回（2024年12月8日〈予定〉、NHK）[15]
- ダメマネ! -ダメなタレント、マネジメントします- 第4話（2025年5月11日、日本テレビ） - 竹田 役[16]
- 魔物（마물） 第7話（2025年6月6日、テレビ朝日） - アンガーマネジメント講師 役[17]

### CM
- ローソン「おにぎり屋」
- 新宿ミロード「新宿ミロードサマーバーゲン」 - メインキャスト
- NTTドコモ「家族割」
- ガンホー応援ＣＭプレミア12『FUN TO WIN，TOGETHER』篇
- 車のファブリーズ『優しい旦那』篇
- 第一三共ヘルスケア「第一三共胃腸薬プラス飲み会篇」
- youtube動画かどや製油第17話『アニマルのモノボケ』
- イトーヨーカドー「超・折り目キープスラックス」 - 主婦 役
- 花王ハミングファイン動画広告『汗かいても関係ねぇ』
- 第一三共ヘルスケア「第一三共胃腸薬プラスレディースサイズ篇」
- パイロットフリクションボールペン「社長」篇
- グリコSUNAO『おいしい、続く、適正糖質』篇

### 映画
- 工藤浩之監督 内村さまぁ〜ずTHE MOVIE「エンジェル」 - ラーメン店の妻 役（夫役：カンニング竹山）
- 山田能龍監督「TOKYO CITY GIRL〜エピソード6 KOENJI 夢の寿命」（2015年）[18] - カップル 役
- 岩崎友彦監督「手のひらを太陽に」（2016年） - お魚主婦 役
- 金井純一監督「ちょき」（2016年） - 上田梢役
- 山田能龍監督「TOKYO CITY GIRL 2016～幸せのつじつま」（2016年） - 不遇な看護師 役[19]
- 尾崎将也監督「世界は今日から君のもの」（2017年）
- 三木聡監督「音量を上げろタコ！なに歌ってんのか全然わかんねぇんだよ！！」（2018年）
- 宮野ケイジ監督「殺る女」（2018年）
- 平松恵美子監督「あの日のオルガン」（2019年）
- 水谷豊監督「轢き逃げ -最高の最悪な日-」（2019年）
- 近浦啓監督「コンプリシティ／優しい共犯」（2020年）
- 田村直己監督「劇場版ドクターX FINAL」（2024年）

### 舞台
山田ジャパン
- 第二回公演 底の模様を覚えた人達（2009年1月21日 - 25日、「劇」小劇場）
- 第2ヒヤシンス公園〜都合のいい場所〜（笹塚演劇王決定戦、2009年2月18日 - 23日、笹塚ファクトリー）
- 第三回公演 海を渡れ! 元通りを目指して!（2009年5月8日 - 12日、「劇」小劇場）
- 第四回公演 八つ当たりに丁度いい顔（2009年10月30日 - 11月3日、タイニイアリス）
- 第五回公演 ソリティアが無くなったらこの世は終わり（2010年3月17日 - 22日、サンモールスタジオ）
- 第六回公演 あそび（2010年7月14日 - 20日、サンモールスタジオ）
- 第七回公演 2WEEKコンタクト〜まだ使えると思ふ〜（2010年10月23日 - 11月1日、サンモールスタジオ）
- 第八回公演 いいえ、ヴィンテージです（2011年4月1日 - 5日、サンモールスタジオ / 4月8日 - 11日、下北沢駅前劇場）[20]
- 第九回公演 淵の字になって寝る（2011年9月28日 - 10月10日、サンモールスタジオ）
- 第十回公演 盗聴少年（2012年3月26日 - 4月1日、赤坂RED/THEATER / 4月5日 - 8日、HEP HALL）
- 番外公演 東京ミーコ#1 いい嘘、悪い嘘（2012年8月29日 - 9月2日、ウッディーシアター）
- 海を渡れ!元通りを目指して!＜冥＞（2012年11月15日 - 18日、劇場HOPE）
- HEY!ポール!（2013年6月12日 - 16日、シアターサンモール）
- ブルーギルの計画（2013年11月21日 - 24日、ABCホール / 11月27日 - 30日、伝承ホール）
- 記者倶楽部（2014年4月2日 - 8日、赤坂RED/THEATER / 4月11日 - 13日、ABCホール）
- 焼けクソの二度焼き〜もういちど、引く程の高温で焼いてみよう〜（2014年10月9日 - 13日、新宿ゴールデン街劇場）
- 大渋滞（2015年5月7日 - 13日、赤坂RED/THEATER）
- 矢と豆〜 Like a Star, new-one 〜（2015年11月18日 - 23日、アトリエファンファーレ高円寺）
- ソリティアが無くなったらこの世は終わり（2016年5月11日 - 15日、CBGKシブゲキ!!)
- 山田ジャパンと”シバーエガー”EP1（2016年7月23日・24日、アトリエファンファーレ高円寺）
- 山田ジャパンと”シバーエガー”EP2（2016年11月15日 - 17日、下北沢ReGBoX）
- とのまわり（2017年2月16日 - 25日、アトリエファンファーレ東新宿）
- 欲浅物語（2017年10月27日 - 11月5日、CBGKシブゲキ!!）
- トークライブ Member's BAR（2018年4月19日、BAR「Last:order」）
- 消去!魔法の絨毯!（2018年11月7日 - 11日、サンモールスタジオ）
- 9でカタがつく（2019年3月13日 - 17日、新宿村LIVE）
- HEY!ポール!（2019年7月18日 - 21日、草月ホール）
- 優秀病棟 素通り科（2021年1月20日 - 27日、本多劇場）
- 不安の倒し方について（2022年3月17日 - 27日、新宿シアタートップス）
- にぶいちの失明（2022年11月3日 - 13日、新宿シアタートップス）
- 愛称→蔑称（2024年3月7日 - 15日、六行会ホール）[21]
- ドラマプランニング（2025年9月26日 - 10月5日〈予定〉、本多劇場）[22]

X-QUEST
- EVE 〜歴史の傍観者〜（2006年6月14日 - 18日、アイピット目白）
- 剣狼 -KENROH-（2006年10月5日 - 9日、東京芸術劇場小ホール1）
- エロドラマ 〜宇宙で一番遠くて永い遠距離恋愛〜（2007年1月13日 - 21日、サンモールスタジオ）
- 私を土星に連れてって! 〜RPG Fly Me To The Saturn〜（2007年5月11日 - 20日、シアターグリーン）
- 金と銀の鬼（2007年9月12日 - 17日、シアターVアカサカ）
- 前橋市立南高校演劇部 〜嫌われミツバチの一生〜（Honey Bee!、2007年12月20日、サンモールスタジオ） - 平日特別企画ゲスト出演
- 狼少女ダルマ〜日出処の天女（島国日本演劇祭、2008年4月2日 - 6日、池袋あうるすぽっと）
- TUFF STUFF×X-QUEST 森の風子 FU-CO LIVES IN THE DEEP FOREST（2008年9月5日 - 7日、シアターアプル）
- AG-ONEプロデュース 2010春興行 悪ノ娘〜凄艶のジェミニ〜（2010年1月27日 - 31日、東京芸術劇場小ホール2）
- 2010夏興行 演戯王〜King of player〜（2010年7月7日 - 11日、吉祥寺シアター）
- 2011 SPRING PERFORMANCE 金と銀の鬼2011（2011年3月2日 - 6日、 シアター1010ミニシアター）
- 2014 WINTER PERFORMANCE ブラック西遊記〜ステッピン・イントゥ・ユア・ダークサイド・ワールド（2014年2月5日 - 16日、王子小劇場）

その他
- フランコ・ゼッフィレッリ演出 アイーダ（ヴェルディ）（2003年9月14日・16日・18日・20日・21日・23日、新国立劇場）
- 親父看護婦  いろいろ（2006年1月28日・29日、新宿パンプルムス）
- 東京サギまがい第26回公演  YOU（2008年11月27日 - 30日、新宿村スタジオLIVE）
- mass％ 天才バカボンのパパなのだ（2009年7月2日 - 5日、die pratze）
- 女々第三回公演 ドブ恋（2012年1月17日 - 22日、千本桜ホール）
- 劇団†勇壮淑女第7回公演 愛して紅〜純情地獄爆走伝説〜（2013年2月26日 - 3月3日、ザ・ポケット）
- ステージクライマーズproduce 行け!花岡星児-12回裏が終わらない-（2013年7月10日 - 14日、劇場HOPE）

### MV
- あやまんJAPAN「ファンタジスタモンスター」
- WHITE JAM「ウソツキ～デブの恩返し編～」

### CD
- X-QUEST 「EVE〜歴史の傍観者〜」 Salor Ladies 5

### DVD
山田ジャパン
- 第五回公演 ソリティアが無くなったらこの世は終わり
- 第六回公演 あそび
- 第七回公演 2WEEKコンタクト〜まだ使えると思ふ〜
- 第八回公演 いいえ、ヴィンテージです
- 第九回公演 淵の字になって寝る
- 第十回公演 盗聴少年
- HEY!ポール!
- ブルーギルの計画
- 記者倶楽部
- 大渋滞
- 矢と豆〜 Like a Star, new-one 〜
- ソリティアが無くなったらこの世は終わり
- とのまわり

X-QUEST
- 剣狼 -KENROH-（発売元：アップフロントワークス）
- エロドラマ 〜宇宙で一番遠くて永い遠距離恋愛〜（発売元：アップフロントワークス）
- 私を土星に連れてって! 〜RPG Fly Me To The Saturn〜（発売元：アップフロントワークス）
- 金と銀の鬼（発売元：アップフロントワークス）
- 前橋市立南高校演劇部〜嫌われミツバチの一生〜（Honey Bee!、発売元：アップフロントワークス）
- 狼少女ダルマ〜日出処の天女（島国日本演劇祭、発売元：アップフロントエージェンシー（現：アップフロントプロモーション））